# Ana Genoveva de Lévis
Ana Genoveva de Lévis (em francês:  Anne Geneviève; Fevereiro de 1673 – Paris, 20 de março de 1727) foi uma nobre francesa. Ela foi princesa de Turenne pelo seu primeiro casamento com Luís Carlos de La Tour de Auvérnia, e princesa de Soubise e duquesa de Rohan-Rohan pelo seu segundo casamento com Hércules Mériadec de Rohan, além de usar o título de princesa de Maubuisson.

## Família
Ana Genoveva foi a única filha de Luís Carlos de Lévis, duque de Ventadour e governador de Limusino, e de Carlota de La Motte Houdancourt, conhecida como a Madame de Ventadour, governanta do rei Luís XV de França.
Os seus avós paternos foram Carlos de Lévis e sua segunda esposa, Maria de La Guiche. Os seus avós maternos foram o conde Filipe de La Mothe-Houdancourt, Marechal de França e Vice-rei da Catalunha, e Luísa de Prie, marquesa de Toucy e governanta dos filhos de Luís XIV de França.
Ana Genoveva também era descendente de Roberto Aux Epaules, Barão de Gye, cujo ancestrais era vikings. Ele serviu ao rei Henrique IV de França, e III de Navarra. 

## Biografia

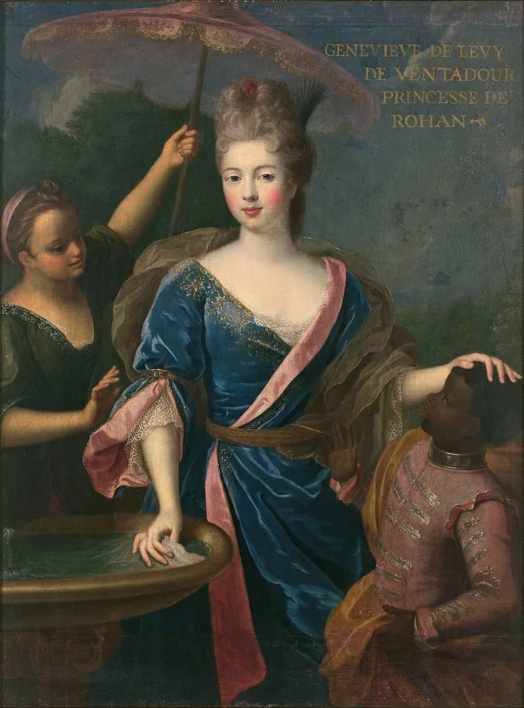
Retrato do século XVIII cuja autoria é atribuída à Pierre Gobert.

O duque de Ventadour era geralmente considerado "aterrorizante", muito feio, fisicamente deformado e sexualmente promíscuo; no entanto, os privilégios associados à posição de duquesa, como o "banquinho da graça" (Tabouret de grâce), ou seja, o direito de sentar-se ao lado da rainha, compensavam este casamento infeliz para a mãe de Ana Genoveva.
Quando solteira, ela era conhecida como "Mademoiselle de Ventadour". Após a morte do pai, em 1717, Ana Genoveva herdou todas as terras de Luís Carlos, as quais passaram para a Casa de Rohan com o seu casamento. Já o título de duque de Ventadour foi extinto.

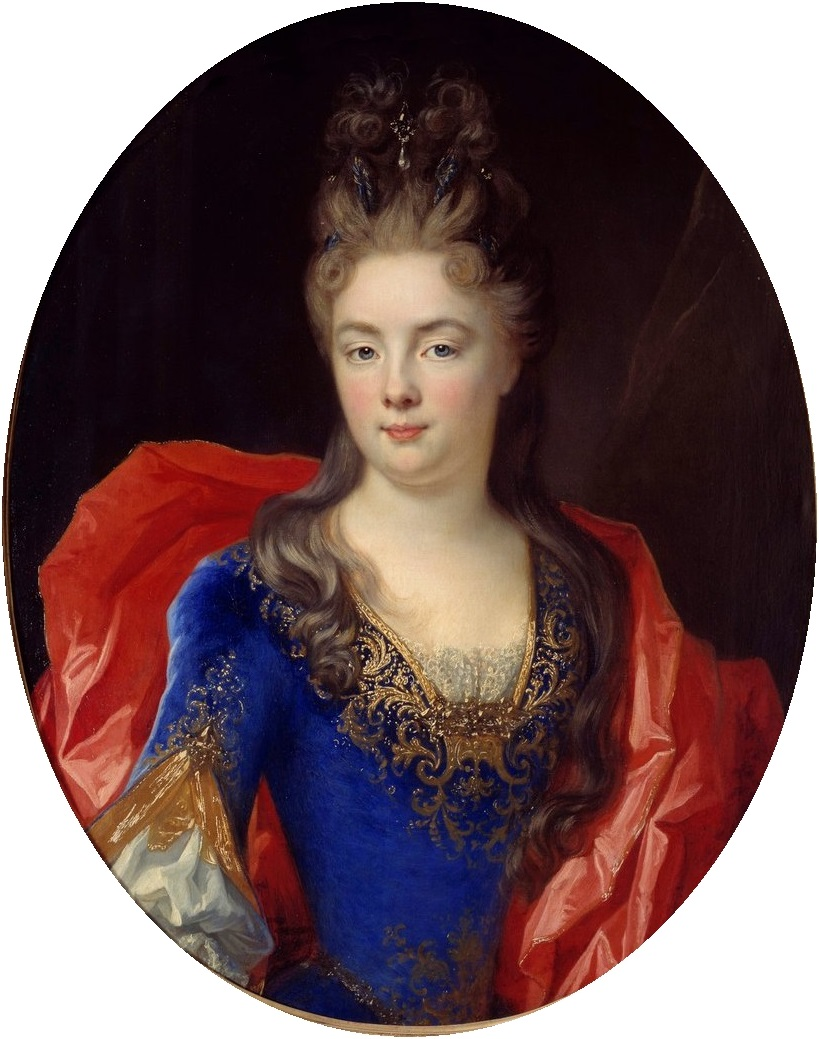
A princesa de Maubuisson em 1695 retratada por Nicolas de Largillière; pintura está no Museu de Belas Artes de Ruão, na Normandia.

Em 1689, segundo as memórias de Philippe de Courcillon, marquês de Dangeau, ela foi prometida em casamento a Jaime Henrique II de Durfort, filho de Jaime Henrique de Durfort, 1.° Duque de Duras e de Margarida Felicidade de Lévis, que era a tia paterna de Ana Genoveva, fazendo do noivo o primo dela. Contudo, a união nunca aconteceu, devido à oposição da mãe da jovem e de sua avó materna, Luísa.
Em Paris, aos 18 anos, Ana Genoveva se casou com o príncipe de Turenne, Luís Carlos de La Tour de Auvérnia, em 16 de fevereiro de 1691, de 26 anos. Ele era filho e herdeiro de Godofredo Maurício de La Tour de Auvérnia, Duque de Bulhão e de Maria Ana Mancini, uma das famosas Mazarinettes. Dado que os membros da Casa de La Tour de Auvérnia possuíam o posto de príncipe estrangeiro na corte do Palácio de Versalhes, isto conferiu-lhes o título de Alteza. Como parte de seu dote, recebeu senhorio de Roberval que passou para a Casa de La Tour de Auvérnia.

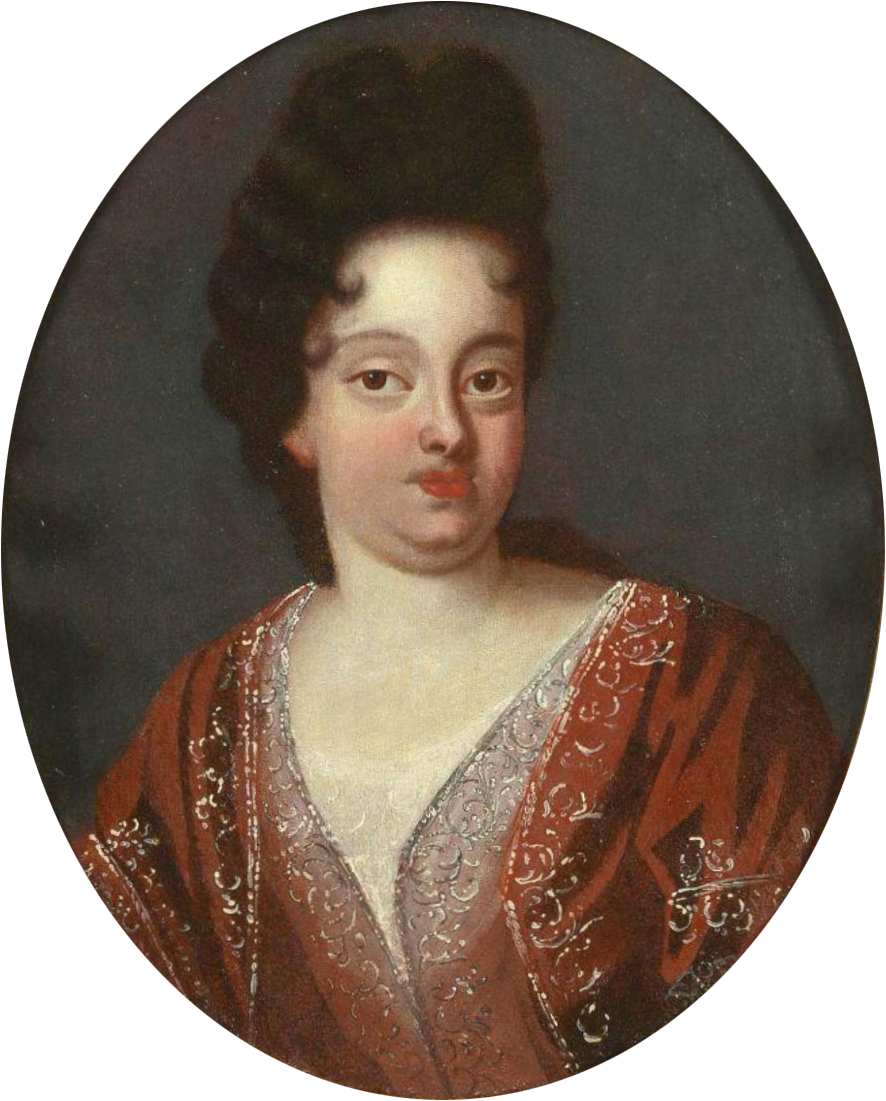
Provável retrato de Ana Genoveva, produzido no final do século XVII, por artista desconhecido.

O casal não teve filhos, e Luís Carlos faleceu na Batalha de Steenkerque, parte da Guerra dos Nove Anos, em 1692. Portanto, a princesa ficou viúva quando tinha apenas 19 anos.
Alguns anos depois, ela se casou com o duque de Rohan-Rohan e príncipe de Soubise, Hércules Mériadec de Rohan, em 15 de fevereiro de 1694. Ela tinha 21 anos à época, e ele, 24. Ele era filho de Francisco de Rohan, 1.° Príncipe de Soubise e de Ana Júlia de Rohan-Chabot, que fui uma vez amante do rei Luís XIV. Como os príncipes da Casa de Rohan também tinham o título de príncipes estrangeiros, ela manteve o seu estilo de Alteza. Com Hércules ela teve cinco filhos.
Seu neto, Carlos, Príncipe de Soubise, filho de Júlio, foi criado pelos avós paternos a morte de seus pais. Mais tarde, Carlos foi um amigo próximo do rei Luís XV, além de bisavô de Luís Antônio, Duque de Enghien através de Carlota de Rohan, esposa de Luís V José de Bourbon-Condé, que foi executado sob as ordens de Napoleão Bonaparte.
A princesa faleceu na Rua de Paradis, em Paris, durante a noite de 20 de março de 1727, aos 54 anos de idade, e foi enterrada no dia 23 de março, na Igreja de La Merci, em Paris. Seu viúvo se casou com Maria Sofia de Courcillon, neta do marquês de Dangeau, em 1732, mas não teve mais filhos.

## Descendência
- Luísa Francisca de Rohan (4 de janeiro de 1695 – 27 de julho de 1755), esposa de Guido Júlio Paulo de La Porte, duque de La Meilleraye, neto de Hortênsia Mancini, irmã de Maria Ana Mancini, a mãe do primeiro marido de Ana Genoveva. Eles tiveram filhos, e foram avós de Luísa de Aumont, de quem o atual príncipe do Mônaco, Alberto II do Mónaco, é descendente.
- Carlota Armanda de Rohan (19 de janeiro de 1696 – 2 de março de 1733), abadessa de Jouarre;
- Júlio Francisco Luís de Rohan (16 de janeiro de 1697 – 6 de maio de 1724), foi casado com Ana Júlia de Meluin, com quem teve cinco filhos;
- Maria Isabel Gabriela Angélica de Rohan (17 de janeiro de 1699 – 5 de janeiro de 1754), foi casada com Maria José d'Hostun de La Baume, duque de Tallard, mas não teve filhos. Foi governanta dos filhos de Luís XV.
- Luísa Gabriela Júlia de Rohan (11 de agosto de 1704 – 20 de agosto de 1780), foi esposa do primo Hércules Mériadec de Rohan, Príncipe de Guéméné, com quem teve sete filhos.

## Títulos e estilos
- Fevereiro de 1673–16 de fevereiro de 1691: Mademoiselle de Ventadour
- 16 de fevereiro de 1691–4 de agosto de 1692: Sua Alteza Princesa de Turenne
- 4 de agosto de 1692–15 de fevereiro de 1694: Sua Alteza a Princesa Viúva de Turenne
- 15 de fevereiro de 1694–18 de dezembro de 1714: Sua Alteza Princesa de Maubuisson
- 18 de dezembro de 1714–20 de março de 1727: Sua Alteza a Duquesa de Rohan-Rohan, Princesa de Soubise